# Les Tambours de la nuit
Pour plus de détails, voir Fiche technique et Distribution.
Les Tambours de la nuit (夜の鼓, Yoru no tsuzumi) est un film japonais réalisé par Tadashi Imai et sorti en 1958.

## Synopsis
Lors de l'été 1706, le seigneur Yoshiyasu Ikeda retourne dans son fief de Tottori après son année de résidence à Edo (sankin-kōtai). Hikokurō Ogura, un intendant subalterne du clan est impatient de retrouver sa femme Otane après un an passé loin de son foyer. De retour auprès de sa famille, il se rend compte qu'une rumeur court au sujet de son épouse, celle-ci aurait eu une liaison avec Gen'emon Miyaji, un musicien originaire de Kyoto qui a enseigné l'art du tambour à son fils Bunroku.

## Fiche technique
- Titre : Les Tambours de la nuit[1]
- Titre original : 夜の鼓 (Yoru no tsuzumi?)
- Réalisation : Tadashi Imai
- Scénario : Shinobu Hashimoto et Kaneto Shindō, d'après la pièce de théâtre bunraku Horikawa nami no tsuzumi (堀川波の鼓?) de Chikamatsu Monzaemon[2]
- Photographie : Shun'ichirō Nakao (ja)
- Musique : Akira Ifukube
- Décors : Hiroshi Mizutani (ja)
- Montage : Akikazu Kōno
- Production : Tengo Yamada (ja)
- Société de production : Gendai Production (ja)
- Société de distribution : Shōchiku
- Pays de production :  Japon
- Langue originale : japonais
- Format : noir et blanc — 1,37:1 — 35 mm — son mono
- Genres : drame ; jidai-geki
- Durée : 95 minutes (métrage : onze bobines - 2 600 m[3])
- Dates de sortie :
  - Japon : 15 avril 1958[3]

## Distribution
- Rentarō Mikuni : Hikokurō Ogura
- Ineko Arima : Otane, sa femme
- Keiko Yukishiro (ja) : Ofuji, la jeune sœur d'Otane
- Nakamura Kichiemon II (crédité sous le nom de Mannosuke Nakamura) : Bunroku Ogura, le jeune frère d'Otane, adopté comme fils par Hikokurō
- Tomoko Naraoka : Orin, la servante des Ogura
- Masayuki Mori : Gen'emon Miyaji, le professeur de tambour
- Sumiko Hidaka : Oyura, la sœur de Hikokurō
- Taiji Tonoyama : Sangobei Masayama, son mari
- Kikue Mōri : Kiku, la mère de Sangobei
- Eijirō Tōno : Mataemon Kurokawa
- Shizue Natsukawa : Naka, sa femme
- Nobuo Kaneko : Yukaemon Isobe
- Ichirō Sugai : Shirobei Ōta
- Yoshi Katō : Heima Kanze
- Eijirō Yanagi : Toki Yonebayashi
- Emiko Azuma (ja)
- Someshō Matsumoto (ja)
- Jun Hamamura
- Ton Shimada (ja) : Matahei, un serviteur des Ogura

## Distinctions
Récompenses
- 1959 : prix Kinema Junpō du meilleur scénario pour Shinobu Hashimoto (conjointement pour La Forteresse cachée et Le Guet-apens)[4]
- 1959 : prix Mainichi du meilleur scénario pour Shinobu Hashimoto (conjointement pour La Forteresse cachée et Nuages d'été)[5]

## Autour du film
La pièce de Chikamatsu Monzaemon dont est tiré le film se base sur un cas réel d'adultère et de meurtre, survenu au cours du 6e mois lunaire de 1706 et impliquant le samouraï Ōkura Hikohachirō, son épouse Otane et le samouraï Miyai Den'emon. Lorsqu'il est dramatisé pour le théâtre de marionnettes (bunraku), les noms et les détails sont modifiés. La pièce, intitulée Horikawa nami no tsuzumi, est jouée pour la première fois à Osaka au Takemoto-za au cours du 2e mois lunaire de 1707.